# Breuil-le-Sec
Breuil-le-Sec [bʁœj lə sɛk] ist eine französische Gemeinde mit 2.526 Einwohnern (Stand 1. Januar 2022) im Département Oise in der Region Hauts-de-France. Sie gehört zum Arrondissement Clermont, zur Communauté de communes du Clermontois und zum Kanton Clermont.

## Geographie
Die zehn Kilometer von Creil entfernte Gemeinde Breuil-le-Sec schließt sich östlich an Clermont an, von dem sie durch den Fluss Brèche getrennt wird. Umgeben wird Breuil-le-Sec von den Nachbargemeinden Erquery  im Norden, Saint-Aubin-sous-Erquery im Nordosten, Nointel im Osten, Bailleval im Süden, Breuil-le-Vert im Südwesten, Clermont im Westen sowie Fitz-James im Nordwesten. Durch das Gemeindegebiet verlaufen die hier als Schnellstraße ausgebaute Route nationale 31 sowie die nach Süden dem Tal der Brèche folgende Départementsstraße D 61 und die nur noch auf dem Teilstück bis Avrigny für Gütertransporte genutzte, im Übrigen stillgelegte Bahnstrecke von Rochy-Condé nach Soissons. Der frühere Bahnhof wird heute für Wohnzwecke genutzt. Zur Gemeinde gehören die Ortsteile Autreville, Crapin, ein Krankenhauszentrum am Gemeinderand zu Fitz-James, ein Industriegebiet nördlich der ehemaligen Bahnstrecke, das Gehöft Ferme des Sables im Norden sowie die ehemalige Mühle Moulin de Bailly le Bel im Tal der Brèche. Den Südosten der Gemeinde bildet ein hügeliges Waldgelände.

## Toponymie und Geschichte
Der Ort wurde 1240 Bruolium siccum genannt. Der Ortsname ist keltischen Ursprungs und bedeutet feuchtes Land.
Im Jahr 51 v. Chr. unternahm Gaius Julius Cäsar hier den Übergang über die vermoorte Brèche. Seit 1659 gehörte der Ort zur Markgrafschaft Nointel, während Autreville der Herrschaft Nointel huldigte. In Bailly-le-Bel stand ein festes Haus und Crapin beherbergte eine Priorei. Die nicht mehr vorhandene Ferme de Cercamp gehörte ursprünglich dem Kloster Cercamp. Der Weinbau ist aus der Gemeinde ganz verschwunden. 1870 wurde Breuil von preußischen Truppen besetzt. Im Ersten Weltkrieg waren hier französische Fliegertruppen stationiert, darunter der Jagdflieger Georges Guynemer. Im Zweiten Weltkrieg erlitt Breuil bei zwei Luftangriffen Schäden.

## Bevölkerungsentwicklung
| Jahr                       | 1962 | 1968 | 1975 | 1982 | 1990 | 1999 | 2006 | 2012 | 2021 |
| -------------------------- | ---- | ---- | ---- | ---- | ---- | ---- | ---- | ---- | ---- |
| Einwohner                  | 2168 | 2200 | 2321 | 2421 | 2416 | 2055 | 2303 | 2463 | 2586 |
| Quellen: Cassini und INSEE |      |      |      |      |      |      |      |      |      |

## Sehenswürdigkeiten
- Château des Étournelles, Schloss aus dem 18. Jahrhundert mit Gemüsegarten, seit 2004 als Monument historique eingetragen[1]
- ausgegrabene römische Faschinenbrücken an der Gemeindegrenze nach Breuil-le-Vert, Monument historique seit 1936[2]
- Kirche Saint-Martin, deren Schiff auf die Romanik zurückgeht, 1798 niedergebrannt und nach 1850 verändert wieder aufgebaut.[3]
- Kapelle Saint-Arnoult bei Crapin
- Gefallenendenkmal, Gedenkstein für Guynemer, drei Kruzifixe

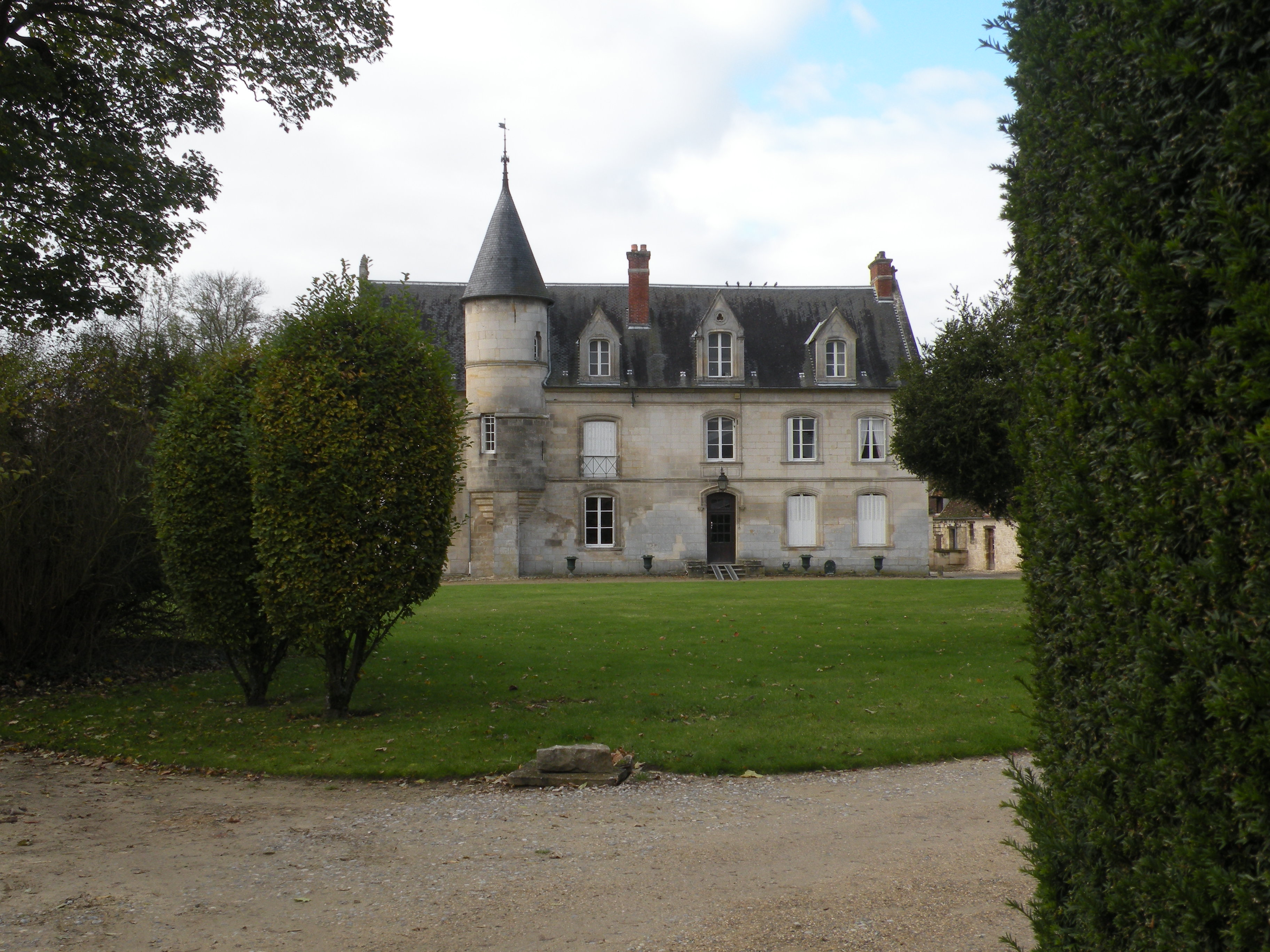
Château des Étournelles
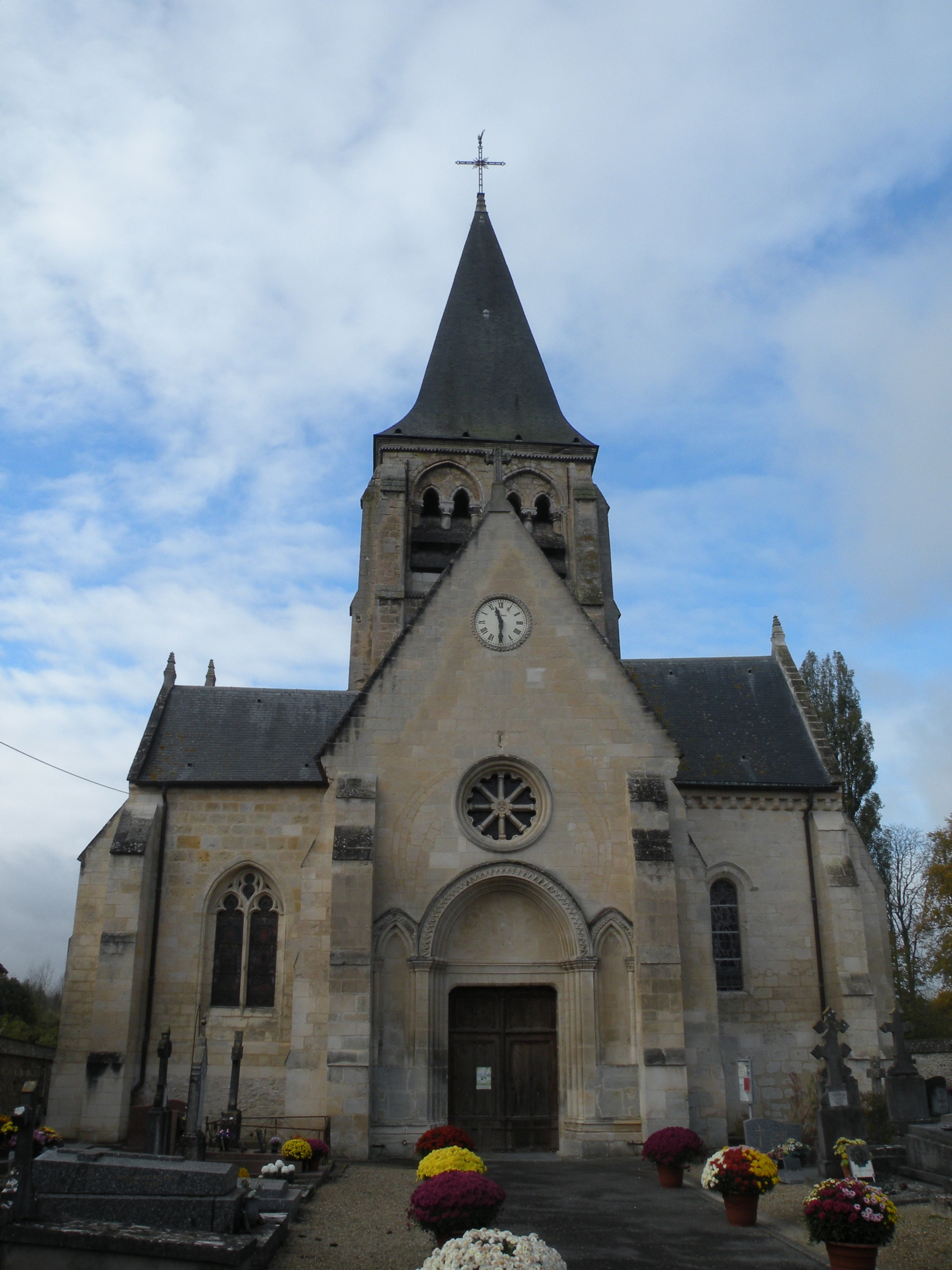
Kirche St. Martin
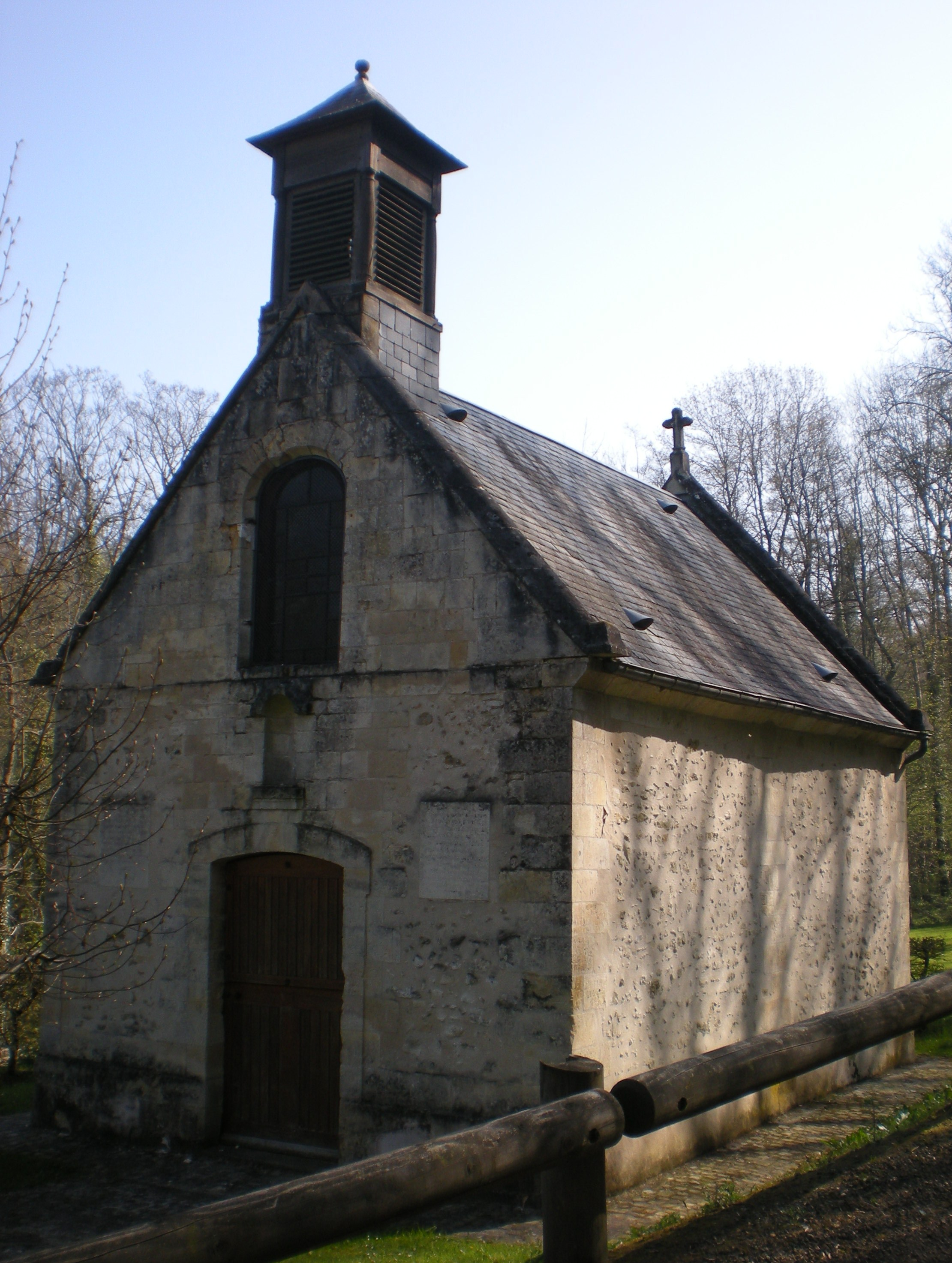
Kapelle Saint-Arnould
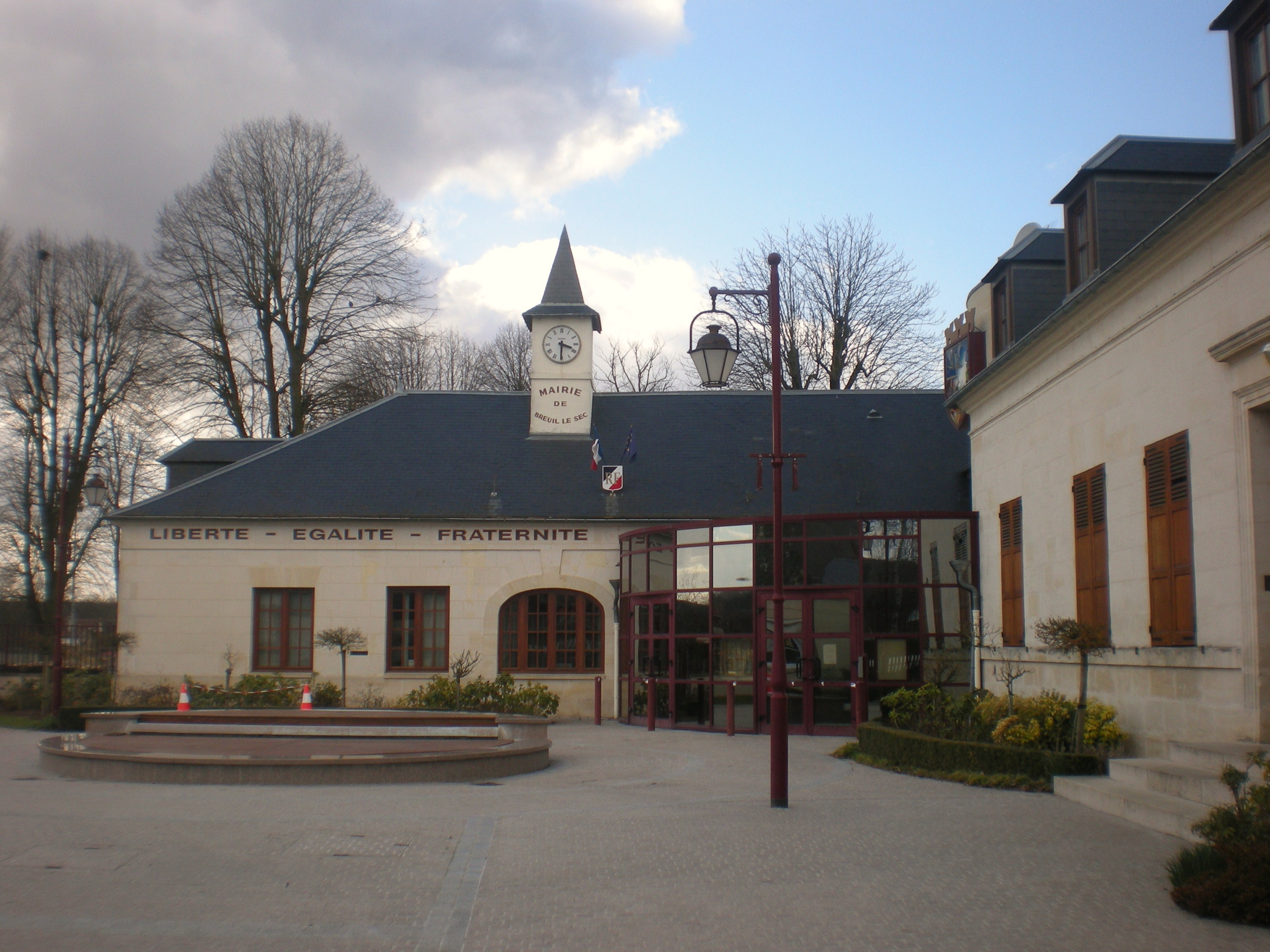
Mairie mit Uhrtürmchen
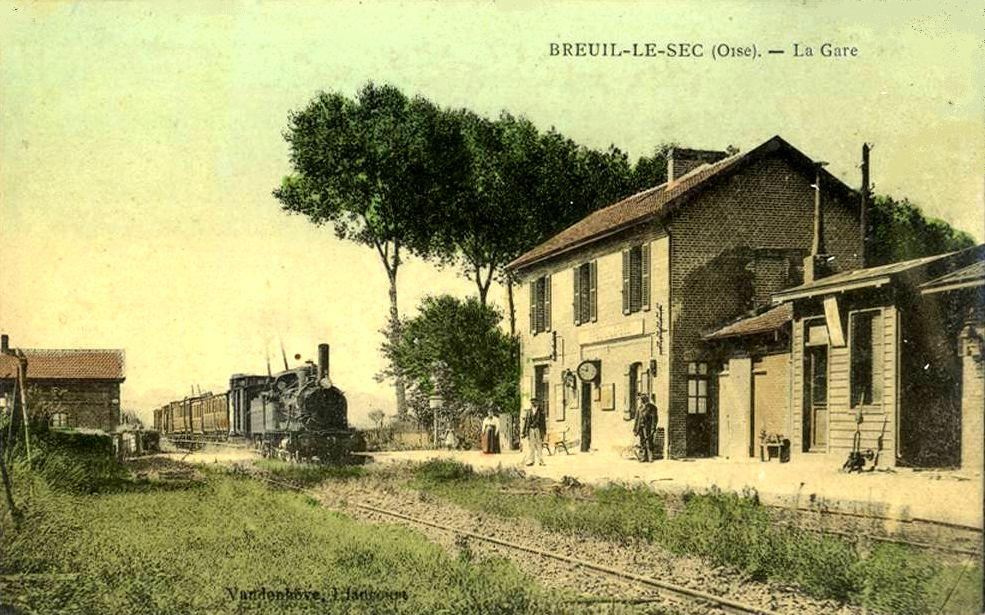
Der frühere Bahnhof (historische Aufnahme)
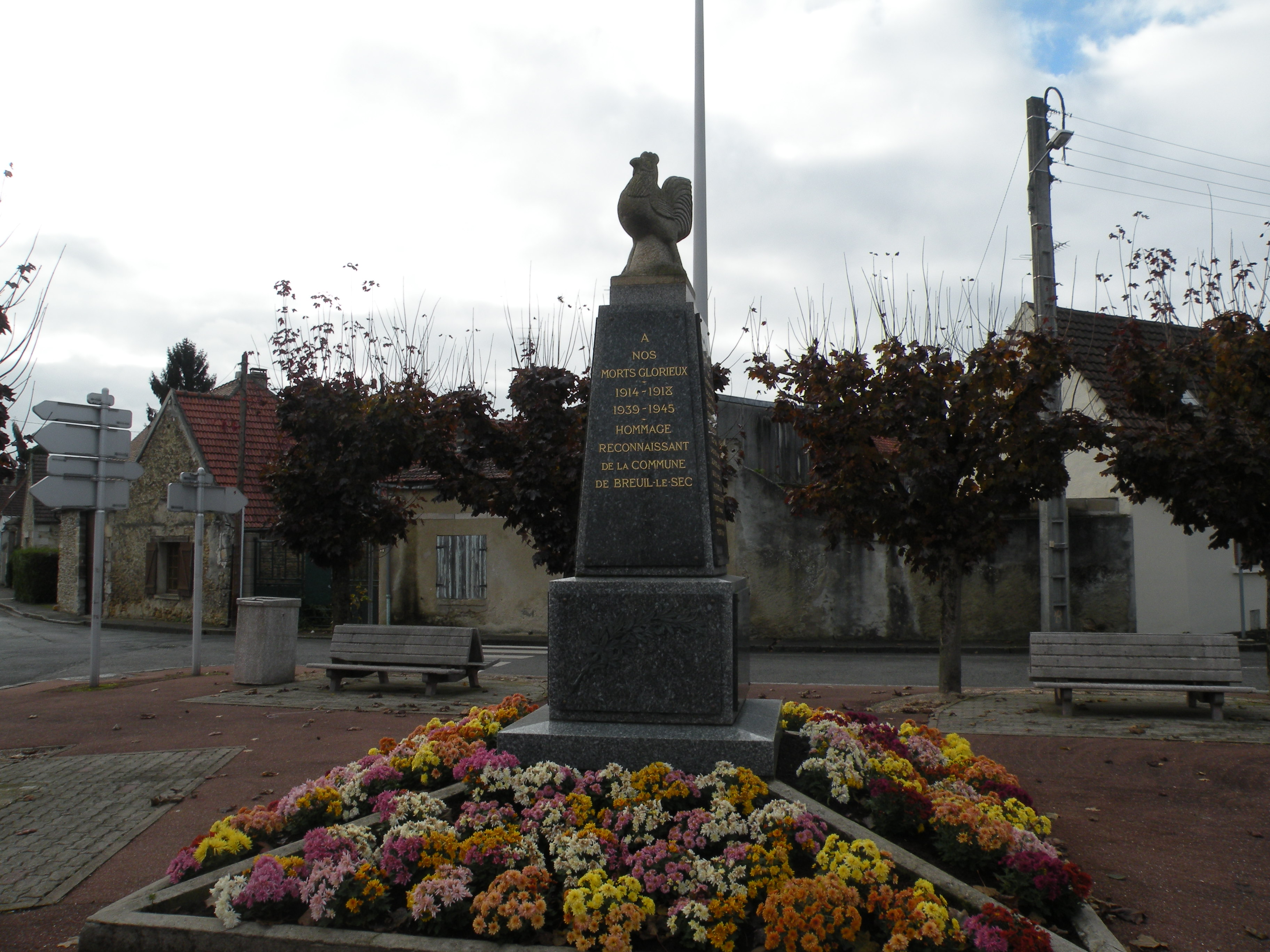
Gefallenendenkmal

## Wirtschaft
In Breuil-le-Sec unterhält das Unternehmen BASF ein Werk das hauptsächlich Fahrzeuglacke herstellt (2013 571 Beschäftigte).

## Partnerschaften
- Oppau (Deutschland), seit 1998, von der BASF initiiert
- Vila Franca das Naves (Portugal)

## Persönlichkeiten
- Georges Guynemer (1894–1917), Jagdflieger während des Ersten Weltkriegs, war mit seinem Geschwader in Breuil-le-Sec stationiert.